# Chang'An Sense
Pour les articles homonymes, voir Sense.
La Chang'An Sense est un concept-car conçu pour le Salon automobile de Francfort 2011 dans le studio de design de Chang'An à Turin. Il utilise la technologie hybride-essence.